# Pedro de Oña
Pedro de Oña (Angol, 1570 – Lima, 1643) è stato un poeta cileno.
Viene considerato il primo poeta conosciuto nato in Cile, ed è ricordato per il suo poema epico in versi intitolato Primera parte de Arauco domado (Prima parte della conquista di Arauco).

## Biografia
Nato ad Angol, era figlio di un capitano militare, Gregorio de Oña, morto durante la conquista spagnola del Cile. Pedro de Oña crebbe in mezzo a questo conflitto, in una piccola stazione di posta situata nel territorio controllato in gran parte dagli indigeni.
La madre si risposò con un uomo influente, e questo permise a Pedro de Oña di studiare a Lima presso il Real Colegio de San Martín e, in seguito, presso l'Università di San Marcos. Ricevette la laurea dal viceré García Hurtado de Mendoza, e nel 1596 conseguì il bachelor a Lima. Studiò molti scrittori classici e barocchi, e svolse molti lavori in Perù.
Nel 1596 pubblicò Arauco domado. Questo poema epico, scritto in rima, lodava le gesta militari di Hurtado de Mendoza. Sembra che Hurtado de Mendoza, contrariato da come era apparso in La Araucana di Alonso de Ercilla, abbia commissionato una nuova opera, quella di De Oña. I suoi modelli di ispirazione erano L'Eneide di Virgilio e la stessa opera di Ercilla. Mentre Ercilla preferiva sottolineare il coraggio dei popoli indigeni, De Oña cantava il coraggio del suo mentore, Hurtado de Mendoza. L'"Arauco domado" è un poema composto da 20 canti che contiene episodi drammatici, tra cui la battaglia del Bío-Bío, la ribellione di Quito contro gli esattori fiscali, e la vittoria navale del pirata Richarte Aquines (ovvero Richard Hawkins) su Don Beltrán de Castro y de la Cueva. Altri canti fanno riferimento a sogni e profezie, mentre alcuni contengono pastorali ed elementi erotici, come ad esempio un passaggio riguardante Caupolicán e Fresia che fanno il bagno in una fontana. In questo poema, De Oña descrive i Mapuche come selvaggi e terrificanti. Fornisce inoltre informazioni su loro riti e costumi, e su quelli di altri popoli nativi.
Quando Hurtado de Mendoza partì per il Perù, i nemici del viceré decisero di stroncare la carriera di Pedro de Oña bandendo l'"Arauco domado" e denunciando lo scrittore per varie opere che l'arcivescovo di Lima, Pedro Muñiz, considerava diffamatorie.
De Oña scrisse anche il Temblor de Lima de 1609 (Lima, 1609), El Vasauro (Cuzco, 1635) e l'Ignacio de Cantabria (Siviglia, 1639). Nel suo Apologético en favor de Don Luis de Góngora, Príncipe de los poetas lyricos de España: contra Manuel de Faria y Sousa, Cavallero portugués (1662), Juan de Espinosa Medrano fa riferimento anche a Pedro de Oña, nella sua difesa di Góngora.
Quando morì la moglie di De Oña, il poeta rimase ad occuparsi di cinque figli, e visse in povertà per il resto della sua vita.